# Thyatirodes
Thyatirodes là một chi bướm đêm thuộc họ Noctuidae.